# Hugh M. Hefner First Amendment Award
Le Hugh M. Hefner First Amendment Award, créé en l'honneur de Hugh Hefner, fondateur du magazine Playboy, est une distinction remise aux personnes qui participent activement à la protection et l'amélioration du premier amendement de la Constitution des États-Unis. Remis pour la première fois en 1979, plus de 100 individus l'ont reçu, dont des étudiants, des avocats, des bibliothécaires, des journalistes et des éducateurs. Un comité détermine les récipiendaires.

## Liste des récipiendaires

### 1996
- Mary Morello, en arts et divertissement pour son travail au sein de Parents For Rock And Rap[2]

### 2012
- Rebecca MacKinnon, pour son premier livre intitulé Consent of the Networked: The Worldwide Struggle for Internet Freedom, qui porte sur la liberté d'usage d'Internet dans le monde[3]
- Pablo Alvarado, parce qu'il s'est appuyé sur le premier amendement pour combattre un règlement qui interdisait de demander du travail sur les trottoirs d'une ville de Californie[3]
- Thomas Drake, un lanceur d'alerte, et Jesselyn Radack[4], son avocate dans une poursuite lancée par la NSA, son ancien employeur ; Drake a accusé la NSA de gaspiller d'énormes sommes d'argent et de violer le quatrième amendement de la Constitution des États-Unis par sa surveillance des citoyens américains[3]
- Zack Kopplin, qui a mené l'effort de faire abroger la Science Education Act de la Louisiane, un projet de loi clandestin visant à autoriser l'enseignement du créationnisme et du dessein intelligent dans les cours de sciences des écoles publiques[3]
- Stanley Sheinbaum, pour souligner l'ensemble de ses efforts, notamment dans les domaines du droit civil, de la liberté civile, de la justice économique, des droits de l'homme, de la réforme de la police et de la paix mondiale[3]